# Raúl Asencio (calciatore 1998)
Raúl José Asencio Moraes, meglio noto come Raúl Asencio (Vila-real, 20 maggio 1998), è un calciatore spagnolo di origini brasiliane, attaccante del Novara.

## Biografia
In possesso della cittadinanza brasiliana grazie alle origini materne, da piccolo praticava il pugilato, sport in cui il padre è stato professionista.

## Caratteristiche tecniche
Centravanti forte fisicamente, abile tecnicamente e nel gioco aereo, è bravo anche nel far salire la squadra e nel possesso di palla. Il suo ex allenatore Walter Novellino lo ha paragonato al ceco Tomáš Skuhravý, mentre per le sue caratteristiche è stato accostato anche a Fernando Torres.

## Carriera

### Giovanili
Cresciuto nel Burriana, club dilettantistico della Comunità Valenciana, il 15 luglio 2015 viene acquistato dal Genoa, con cui firma un contratto triennale: inserito nel settore giovanile, si mette in mostra come uno dei migliori giocatori della squadra.

#### Avellino, Benevento, Pisa e Cosenza
Il 14 luglio 2017 viene ceduto in prestito all'Avellino.. Con il club irpino debutta fra i professionisti disputando il 13 agosto l'incontro di Coppa Italia perso 3-1 contro il Verona. Trova la sua prima rete il 24 ottobre seguente decidendo al 69' la sfida interna vinta 1-0 contro la Pro Vercelli.. Al termine della stagione colleziona 32 presenze segnando 6 reti, chiudendo al 14º posto in campionato.
Rientrato al Genoa, il 6 agosto 2018 passa in prestito al Benevento (in tutto il campionato disputa 32 partite, segnando 3 reti).
Esattamente un anno dopo, passa in prestito annuale al Pisa, società neopromossa in Serie B. Gioca solo 3 partite con il club toscano, tanto che il 17 gennaio 2020 viene ceduto in prestito al Cosenza.
Il 25 gennaio 2020 realizza la sua prima rete con la maglia del Cosenza, nella gara esterna persa per 2-1 contro la Salernitana.

#### Pescara e SPAL
Dopo essere stato convocato nella prima giornata di Serie A con il Genoa, il 25 settembre 2020 viene ufficializzata la sua cessione in prestito al Pescara in Serie B per tutta la stagione.
Il 1º febbraio 2021 interrompe il prestito al Pescara e viene girato in prestito alla SPAL, sempre in Serie B, fino al termine della stagione.

#### Alcorcón e Lecce
Il 10 agosto 2021 viene ceduto a titolo definitivo all'Alcorcón, il quale, il 21 dicembre successivo, risolve il contratto con il calciatore per motivi disciplinari.
Il 20 gennaio 2022 viene ingaggiato dal Lecce con contratto di cinque mesi, con opzione per un prolungamento. Con i giallorossi colleziona 5 presenze e vince da comprimario il campionato di Serie B 2021-2022, ottenendo la promozione in Serie A. Alla fine della stagione la società salentina non esercita l'opzione di rinnovo contrattuale.

#### Cittadella e Potenza
Il 21 giugno 2022 viene ingaggiato dal Cittadella. Il 5 agosto 2022, al debutto ufficiale con i veneti, segna al Via del mare contro il Lecce nella partita dei trentaduesimi di Coppa Italia, vinta dal Cittadella dopo i tempi supplementari per 3-2. Otto giorni dopo, nell'esordio in campionato, va a segno su calcio di rigore contro il Pisa, nel successo casalingo per 4-3 della squadra veneta.
Il 27 agosto 2023 viene ceduto a titolo definitivo al Potenza, con cui firma un contratto biennale.

#### Casertana e Novara
Il 1º settembre 2024 viene acquistato dalla Casertana, che lo cede poi al Novara, sempre in terza serie, il 31 gennaio 2025.

## Statistiche

### Presenze e reti nei club
Statistiche aggiornate al 26 aprile 2025.
| Stagione            | Squadra         | Campionato      | Campionato | Campionato | Coppe nazionali | Coppe nazionali | Coppe nazionali | Coppe continentali | Coppe continentali | Coppe continentali | Altre coppe | Altre coppe | Altre coppe | Totale | Totale |
| Stagione            | Squadra         | Comp            | Pres       | Reti       | Comp            | Pres            | Reti            | Comp               | Pres               | Reti               | Comp        | Pres        | Reti        | Pres   | Reti   |
| ------------------- | --------------- | --------------- | ---------- | ---------- | --------------- | --------------- | --------------- | ------------------ | ------------------ | ------------------ | ----------- | ----------- | ----------- | ------ | ------ |
| 2017-2018           | Avellino        | B               | 31         | 7          | CI              | 1               | 0               | -                  | -                  | -                  | -           | -           | -           | 32     | 7      |
| 2018-2019           | Benevento       | B               | 21+1       | 3          | CI              | 1               | 0               | -                  | -                  | -                  | -           | -           | -           | 23     | 3      |
| 2019-gen. 2020      | Pisa            | B               | 3          | 0          | CI              | 1               | 0               | -                  | -                  | -                  | -           | -           | -           | 4      | 0      |
| gen.-ago. 2020      | Cosenza         | B               | 15         | 7          | CI              | -               | -               | -                  | -                  | -                  | -           | -           | -           | 15     | 7      |
| set. 2020-feb. 2021 | Pescara         | B               | 4          | 0          | CI              | 1               | 0               | -                  | -                  | -                  | -           | -           | -           | 5      | 0      |
| feb.-giu. 2021      | SPAL            | B               | 13         | 0          | CI              | -               | -               | -                  | -                  | -                  | -           | -           | -           | 13     | 0      |
| ago.-dic. 2021      | Alcorcón        | SD              | 15         | 2          | CR              | 0               | 0               | -                  | -                  | -                  | -           | -           | -           | 15     | 2      |
| gen.-giu. 2022      | Lecce           | B               | 5          | 0          | CI              | -               | -               | -                  | -                  | -                  | -           | -           | -           | 5      | 0      |
| 2022-2023           | Cittadella      | B               | 17         | 2          | CI              | 1               | 1               | -                  | -                  | -                  | -           | -           | -           | 18     | 3      |
| 2023-2024           | Potenza         | C               | 24         | 0          | CI-C            | 1               | 1               | -                  | -                  | -                  | -           | -           | -           | 25     | 1      |
| 2024-gen. 2025      | Casertana       | C               | 9          | 0          | CI-C            | 0               | 0               | -                  | -                  | -                  | -           | -           | -           | 9      | 0      |
| gen.-giu. 2025      | Novara          | C               | 9          | 1          | CI-C            | 0               | 0               | -                  | -                  | -                  | -           | -           | -           | 9      | 1      |
| Totale carriera     | Totale carriera | Totale carriera | 167        | 22         |                 | 6               | 2               |                    | -                  | -                  |             | -           | -           | 173    | 24     |

## Palmarès

### Competizioni nazionali
- Campionato italiano di Serie B: 1

Lecce : 2021-2022